# Вис
Вис је острво у Јадранском мору, на хрватском делу Јадрана. Удаљен је 45 km од континенталног копна.
Површина острва износи 89,24 km², до острво долази комерцијална линија трајекта из Сплита једном до два пута дневно, а лети има и везу с Анконом у Италији.
Дужина обале острва је 77 km.
Око острва Виса се налазе бројна мања острва.

## Историја
Острво је било насељено још у праисторији.
Вис је био место старогрчког насељавања, а из тог доба потиче и старовековно насеље Иса (Issa), а потом прелази под римску управу.
У раном средњем веку припадао је Неретљанској области, а његови први словенски становници били су Срби Неретљани, који нису прихватили хришћанство када је то учинила већина Јужних Словена.
После је често мијењао владаре, односно за владаре је имао Млетке, Французе, па чак и Енглезе (тада се на острву, први пут у Хрватској, заиграо и крикет).
После пада Наполеона и Млетачке републике, Вис долази под власт Хабзбурга. Тада постаје део царске покрајине Далмације која је, реорганизацијом Аустријског царства у Аустроугарску, припала аустријском делу. Током револуционарних догађања за уједињење Италије су се појавиле аспирације за припојење Италији. Године 1866. се догодила битка код Виса између Аустрије и Италије, када је италијанска морнарица поражена од стране флоте аустријског адмирала Тегетхофа, а Вис остаје у саставу будуће Аустроугарске.
Распадом Аустроугарске, Вис улази у састав Краљевине СХС, касније Краљевине Југославије.
"Вишка Виноградарско-винарска задруга" продавала је (1933) своја вина у Београду. Имала је своју продавницу у београдској Балканској улици.
У Другом светском рату, након што су савезници успели преузети власт, на њему је био смештен савезнички војни аеродром (данас под виноградима). Јосип Броз Тито се склонио на Вис након немачких акција на Дрвар (Десант на Дрвар или Седма офанзива), а на острву је формирана партизанска ескадрила.
У социјалистичкој Југославији, Вис је био острво затворено за странце и био је велико војно утврђење.

### Православни Вис
Крајем 1925. године јавио се снажан и масован покрет међу становништвом острва Виса, за прелазак у православље. Током велике свечаности одржане 25. јануара 1926. године сплитски православни парох Урукало је превео у православље 200 (216) мештана дотадашњих католика. То је урађено на позив и молбу будућих православаца, који су писали свештенику у Сплит. Највише нових православаца узело је да слави Св. Саву, док су остали изабрали Св. Јована. Острвљани су тражили да им пошаље једног православног свештеника како би одслужио прву православну литургију. Поп Сергеј Урукало је 23.јануара лично приспео на острво, у друштву са руским певачким хором. Дочек му је приредио народ а поздравили су га председник општине и школски надзорник Грчина. Православна црква - капела са орнатом је импровизована у сали Друштва "Хрватска зора". Ту је 24. јануара 1924. године пред председником општине и око 500 грађана одржана прва православна литургија. Друго вече је руски хор извео духовни концерт у просторијама "Тежачке слоге". Сутрадан у понедељак поп Урукало је на позив верника у пратњи шест црквених одборника осветио водицу у 61 дому. Припремало се још 300 католика да пређе - врати се у "прадедовску веру". Јер то су потомци некадашњих Срба досељених из Србије из Смедерева, након пада Српске деспотовине. Настао је покрет за градњу православног храма који су подржали мештани Виса и села Луке, Смедерева и Кути. Православни покрет је захватио и околна острва, најпре Корчулу где је у то време прешло у православље 20 породица.
На Вису је 12. новембра 1933. године освећена нова православна црква од стране епископа шибенског др Иринеја Ђорђевића, уз асистенцију епископа мостарског др Станковића. Храм је био посвећен Св. Ћирилу и Методију, а пројектовао га је београдски архитекта Момир Коруновић. Парох вишки је тада био поп Стеван Јавор а председник црквене општине Иво Руљанчић. Свечаности је присуствовало неколико хиљада становника острва и гостију из Смедерева и Београда. Иконостас је требало да уради чувени сликар Урош Предић, али је одустао. Храм су срушиле комунистичке власти и на његовом мјесту направиле парк.

## Клима
Клима на острву је средоземна. Због чињенице да је острво доста удаљено од осталих острва и континенталног копна, односно доста је усамљен на пучини, Вис је изложен јачем ветру, него његова суседна јадранска острва.

## Становништво
Већинско становништво на Вису су Хрвати.
Већа насеља на Вису су: Вис и Комижа.

## Привреда
У 19. веку је била солидно развијена рибопрерада и рибарство, а постојале су и бројне фабрике у Комижи.